# Хроника на чувствата
„Хроника на чувствата“ е български игрален филм (драма) от 1961 година на режисьора Любомир Шарланджиев, по сценарий на Тодор Монов. Оператор е Емил Вагенщайн. Музиката във филма е композирана от Симеон Пиронков.
Филмът е направен със съдействието на работниците от Азотноторов завод – Стара Загора.

## Награди
- Награда за женска роля на Жоржета Чакърова, ФБФ (Варна, 1962).

## Актьорски състав
- Васил Попилиев – Иван Мантов – Ваньо, комсомолски секретар
- Жоржета Чакърова – Марето, арматуристка
- Любомир Киселички – Петко Радоев – Петьо, майстор арматурист, бригадир
- Янка Влахова – Илийчовица
- Григор Вачков – Илийчо Чолаков, шофьор на камион
- Джоко Росич (като Джордже Росич) – Мишо, арматурист
- Йосиф Сърчаджиев – Васил Велинов – Васката, арматурист и комсомолски отговорник на бригадата
- Милка Туйкова – Яна
- Иван Трифонов – Лукан Добрев, арматурист
- Румяна Симеонова – Веселина, сестрата на Стефан, арматуристка
- Петър Вучков – Стефан, арматурист
- Лора Керанова – Славчето

Няма ги в титрите:
- Димитър Коканов - строителен работник
- Васил Михайлов